# Херман фон Гемен
Херман (III) фон Гемен (на немски: Hermann (III) von Gemen; † 11 март 1399) е господар на Гемен във Вестфалия, господар на замък Анхолт (днес част от Иселбург в Северен Рейн-Вестфалия) и Рьоне.
Той е син на Йохан I фон Гемен († 1366) и съпругата му Беатрикс Зобе († сл. 1352). Брат му Хайнрих III фон Гемен († 1424) става през 1370 г. глава на фамилията и родът става много бързо един от най-важните благороднически родове във Вестфалия.
Херман фон Гемен получава замък Анхолт през 1380 г. чрез женитбата му с Герберга фон Анхолт-Цуилен. През 1402 г. чрез женитбата на дъщеря им Маргарета фон Гемен, замъкът Анхолт отива на Гизберт фон Бронкхорст-Батенбург.
През 1492 г. родът фон Гемен изчезва по мъжка линия със смъртта на Хайнрих IV фон Гемен.

## Фамилия
Херман фон Гемен се жени 1380 г. за Герберга фон Анхолт-Цуилен († сл. 1399), наследничка на Анхолт, дъщеря на Дитрих фон Цуйлен, господар на Зуилен, Анхолт и Вестброек († 1364) и Маргарета фон Бар († сл. 1377). Te имат две дъщери:

- Маргарета фон Гемен († сл. 1412), наследничка на Анхолт, омъжена на 12 април 1388 г. за Гизберт фон Бронкхорст-Батенбург († между 28 юли/31 декември 1429)
- Беатрикс (Беата) фон Гемен († 1402), омъжена на 27 юли 1390 г. за Весел IV ван дем Боетцелаер († 1439)